# Перринс, Лора
Лора Перринс (урождённая Макгоуэн, 1981 г.р.) — ирландка, соучредительница и соредактор The Conservative Woman. Она писала для The Daily Telegraph, Daily Mail, ConservativeHome и The Catholic Herald. В 2013 году она была включена в список 100 женщин Би-би-си.

## Образование
Перринс родом из Балбриггана, графство Дублин, Ирландия, она училась в Университетском колледже Дублина, где получила степень бакалавра гражданского права и квалификацию барристера в адвокатском сообществе Кингс-Иннс. В 2006 году она получила квалификацию барристера Англии и Уэльса, получив степень магистра права в Кембриджском университете. 

## Карьера
Перринс бросила работу адвоката, чтобы присматривать за своими детьми, и стала активным борцом за права родителей-домохозяев, получив известность в 2013 году после столкновения с тогдашним заместителем премьер-министра Ником Клеггом по этому вопросу во время еженедельного радиошоу LBC.
Она поддержала выход из Европейского Союза на референдуме о членстве в Европейском Союзе в 2016 году.
Перринс появлялась в программах «Время вопросов», «Любые вопросы», в программе «<i id="mwQw">Сегодня</i>» и «Женский час», рецензировала газеты на BBC News и в шоу Софи Ридж в воскресенье, неоднократно на Sky News, а также в программе «Сегодня с Шоном О’Рурком» на RTÉ. О ней писали в Irish Independent.

## Личная жизнь
Перринс живёт с мужем и тремя детьми в Ист-Далвиче, Лондон.